# 凯瓦迪耶
凯瓦迪耶（Kevadiya），是印度古吉拉特邦Narmada县的一个城镇。总人口12705（2001年）。

## 人口
该地2001年总人口12705人，其中男性6705人，女性6000人；0—6岁人口1381人，其中男755人，女626人；识字率80.06%，其中男性为84.92%，女性为74.62%。